# آلکساندر، نیویورک
آلکساندر (به انگلیسی: Alexander) یک منطقهٔ مسکونی در ایالات متحده آمریکا است که در نیویورک واقع شده‌است. آلکساندر ۹۲٫۱۱ کیلومتر مربع مساحت و ۲٬۵۳۴ نفر جمعیت دارد و ۲۸۴٫۰۸ متر بالاتر از سطح دریا واقع شده‌است.